# Sankt Andrä-Wördern
Sankt Andrä-Wördern is een gemeente in de Oostenrijkse deelstaat Neder-Oostenrijk, gelegen in het district Tulln (TU). De gemeente heeft ongeveer 6400 inwoners.

## Geografie
Sankt Andrä-Wördern heeft een oppervlakte van 39,33 km². Het ligt in het noordoosten van het land, ten noordwesten van de hoofdstad Wenen.

## Geboren
- Kurt Waldheim (1918-2007), diplomaat en politicus, o.a. secretaris-generaal van de Verenigde Naties (1972-1982) en bondspresident

Absdorf · Atzenbrugg · Fels am Wagram · Grafenwörth · Großriedenthal · Großweikersdorf · Judenau-Baumgarten · Kirchberg am Wagram · Königsbrunn am Wagram · Königstetten · Langenrohr · Michelhausen · Muckendorf-Wipfing · Sieghartskirchen · Sitzenberg-Reidling · Sankt Andrä-Wördern · Tulbing · Tulln an der Donau · Würmla · Zeiselmauer-Wolfpassing · Zwentendorf an der Donau
- Gemeinsame Normdatei: 4314467-6
- Library of Congress Control Number: n93015406
- MusicBrainz: 530e9384-2869-4d06-85fb-9dd754323643
- Nationale Bibliotheek van Israël: 987007535585005171
- Virtual International Authority File: 126814769
- WorldCat: E39PBJjhwvMbgY6dTWYPXrVwG3